# Karl Rüter
Karl Rüter (* 21. Oktober 1902 in Limmer; † 18. Februar 1986 in Bremen) war ein deutscher Maler.

## Biografie
Von 1920 bis 1923 besuchte er die Kunstgewerbeschule Hannover. Er war Schüler von Richard Schlösser und Carl Wiederhold. Später wurde er Mitglied der Gruppe Neue Sachlichkeit in seiner Geburtsstadt. Ihr Werk wurde erst in den letzten Jahren öffentlich gewürdigt, zum Beispiel durch eine Ausstellung im Sprengel-Museum und durch einige Buchveröffentlichungen.
Rüter unternahm zahlreiche Reisen nach Italien, Spanien und Prag. 
In der Zeit des Nationalsozialismus war Rüter Mitglied der Reichskammer der bildenden Künste. Für diese Zeit ist seine Teilnahme an 27 großen Ausstellungen sicher belegt, darunter 1939 die Große Deutsche Kunstausstellung in München. Die drei Tafelbilder, die er ausstellte, wurden von Joachim von Ribbentrop und Bernhard Rust erworben.
1937 wurden im Rahmen der deutschlandweiten konzertierten Aktion „Entartete Kunst“ vier seiner Werke aus dem Provinzial-Museum und dem Kestner-Museum Hannover beschlagnahmt und zerstört. Die näheren Gründe dafür sind nicht bekannt. 1943 wurde sein Atelier in der hannoverschen Innenstadt ausgebombt, sodass aus seinem Werk der Vorkriegszeit lediglich sechs Gemälde erhalten blieben. 1964 übersiedelte er nach Bremen.

## Ehrungen
- 2003 ehrte die Landeshauptstadt Hannover den Künstler durch die Benennung der Karl-Rüter-Straße im Stadtteil List.[4]

## 1937 als „entartet“ beschlagnahmte und vernichtet Werke
- Abendliche Landschaft, Moorstrand (Öl auf Leinwand, 72,5 × 92 cm, 1937)
- Kaffeegarten (Tafelbild)
- Häuser mit Kanaldeich (Aquarell, 45 × 34 cm)
- Moorstrand (Aquarell)